# 구덕 민속 예술관
구덕민속예술관은 부산농악, 다대포후리소리의 전수장으로 이용하기 위해 건립 1991년 6월 6일에 개관한 시립예술관이다. 지하1층은 사단법인 구덕민속예술보존협회가 전수장으로 사용하고 있고, 놀이마당 173평에는 1,500명을 수용할 수 있는 계단식 관람석이 마련되어 있다. (사)부산구덕민속예술보존협회는 1952년 11월 아미농악으로 창단하여 1979년 11월 (사)부산농악보존협회로 발족하여 활동해오다 2003년 4월 명의 변경하였다. 각종 전국민속경연대회의 유수한 수상경력 등을 자랑하고 있는 (사)부산구덕민속예술보존협회는 매년 1회 정기발표회와 부산민속예술경연대회를 열어 우리소리의 맥을 이어가는 등 부산농악의 전수교육은 물론 새로운 민속문화 발굴 등의 활동을 계속하고 있다. 무형문화제 보유종목으로 '부산농악'(1980년 2월 22일 부산시무형문화재 제6호 지정)과 '구덕망깨터다지기기'(2001년 10월 17일 부산시무형문화재 제11호 지정)가 있다. 예술관에서는 부산농악의 경우 부산해사고등학교, 부산정보디자인고등학교, 세정상업고등학교 등 3개교를 전수지정학교로 운영하고 있으며, 시민과 학생을 대상으로 연1회 풍물 무료강습회도 열고 있다.
예술관의 관리는 (사)부사산구덕민속예술보존협회가 담당하고 시설운영비는 모두 시에서 부담하고 있다.